# 2018年巴肯工業區槍擊案

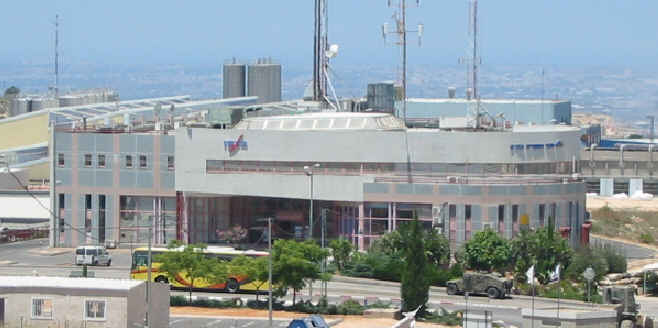
案發的巴肯工業區一景

2018年10月7日上午，一名23歲的巴勒斯坦男子在其工作的約旦河西岸巴肯工業區，持自製的Carlo衝鋒槍射擊多名以色列人，造成兩人罹難，一人重傷，並於做案後隨即逃離現場。這起案件是巴肯工業區的首次攻擊事件。同年12月13日，做案者被以色列軍方擊斃。

## 人物
這起槍擊案的做案者阿什拉夫·納爾瓦（Ashraf Naawla）時年23歲，來自約旦河西岸图卡瑞姆附近的村莊Shuweika，在阿隆集團（Alon Group）擔任電工。兩名罹難者分別是金·耶茲凱薾（Kim Levengrond Yehezkel）與澤夫·哈吉比（Ziv Hajbi），前者是阿隆集團執行長的秘書，時年28歲，已婚並育有一子；後者在阿隆集團從事會計工作，時年35歲，已婚並育有三子。傷者薩拉·瓦圖里（Sara Vaturi）時年54歲，中彈後為一巴勒斯坦人所救。
槍擊案發生時，阿什拉夫持槍威脅一名20歲的巴勒斯坦工友，迫使他將金·耶茲凱薾的雙手綑綁，隨後讓他逃離現場後才射殺兩名罹難者。以色列國家安全局確認這名工友並無參與計畫這起案件後已將他釋放。

## 反應
以色列國防軍將此案定調為恐怖攻擊，該國總理班傑明·納坦雅胡指此槍擊案為「非常嚴重的恐怖攻擊」，巴勒斯坦伊斯蘭聖戰運動則指此為對以色列在加薩、耶路撒冷與汗艾哈迈尔村（約旦河西岸一座即將被拆遷的村莊）等地行動「自然的回應」。安全部隊自案發後即持續追緝行兇者，並將他的數名家人拘留，其父親瓦立德·蘇萊曼·納爾瓦（Walid Suleiman Naawla）被控事先知情卻未能阻止犯案，以及案後藏匿其車輛以妨礙調查，他的母親與兄弟也被以類似罪名起訴。

## 後續
案發兩個月後，12月13日，以色列國防軍與以色列國家安全局和以色列警察合作，在約旦河西岸北部城市納布盧斯附近的阿斯卡難民營發現阿什拉夫·納爾瓦，軍方表示當他們上前準備逮捕阿什拉夫時，後者持其用於槍擊案的Carlo衝鋒槍對他們開火，軍方在還擊過程中將其擊斃。以色列國家安全局指出阿什拉夫當時正在策劃下一起恐怖攻擊。
槍擊案發生後，以色列軍方即發布命令，循其摧毀恐怖份子住家的慣例將阿什拉夫的住家拆毀，其家人上訴後，高等法院下令暫緩拆除作業，12月6日，高等法院駁回上訴，批准拆除行動。12月17日，以色列軍方以推土機將阿什拉夫的住家部分拆除，房屋中屬於其未涉案家人的部分得以保存，拆除過程中當地青年與軍方發生衝突，使軍方出動催淚瓦斯鎮壓，造成數名巴勒斯坦人輕傷。槍擊案中兩名罹難者的家屬均不滿意部分拆除的做法，要求將做案者的住家完全拆除。